# 萱場照雄
萱場 照雄（かやば てるお、1910年（明治43年）8月1日 - 1984年（昭和59年）7月3日）は、日本の剣道家。段位は範士八段。
1940年（昭和15年）の天覧試合で準優勝した逆二刀の剣道家である。

## 経歴
宮城県伊具郡枝野村（現角田市）に生まれる。1934年（昭和9年）2月、宮城県警察官に任官。第二高等学校 (旧制)剣道師範の乳井義博から二刀流を学ぶ。1940年（昭和15年）6月20日、紀元二千六百年奉祝天覧武道大会府県選士の部で準優勝。1948年（昭和23年）4月、宮城県警察部を退職。その後、萱場産業を設立。
宮城県剣道連盟理事、仙台市剣道連盟名誉会長等を歴任した。